# Dieu m'a donné la foi
Singles de Ophélie Winter
Dad
(1994) Le feu qui m'attise
(1996)
Dieu m'a donné la foi est une chanson interprétée par Ophélie Winter sortie en single en 1995. Elle figure sur l'album No Soucy ! qui sort l'année suivante.
Le single se classe en tête des ventes en France pendant une semaine et 3e en Belgique. Écoulé à 500 000 exemplaires, il est certifié disque d'or. Il sera le plus grand succès de la chanteuse.
La version initiale de cette chanson enregistrée en anglais par Ophélie Winter est intitulée Jack and Aces. Ophélie Winter a ensuite réenregistré ce titre sous le titre Living in Me pour l'album Soon, version internationale de No soucy !

## Liste des titres
1. Dieu m'a donné la foi — 3:55
2. Everlasting Love — 5:05

## Classements hebdomadaires
| Classements (1996)                      | Meilleure position |
| --------------------------------------- | ------------------ |
| Belgique (Wallonie Ultratop 50 Singles) | 3                  |
| France (SNEP)                           | 1                  |

## Certifications
| Pays          | Certifications |
| ------------- | -------------- |
| France (SNEP) | Or             |